# 茂木仁史
茂木 仁史（もぎ ひとし）は、日本のアニメプロデューサー。過去シンエイ動画に所属。アセンション代表。

## 参加作品

### テレビアニメ
- パーマン(第2作)（1983年 - 1987年、制作デスク）
- オバケのQ太郎（1985年 - 1987年、制作デスク・脚本）
- エスパー魔美（1987年-1989年、制作担当→プロデューサー）
- チンプイ（1989年-1991年、プロデューサー）
- 21エモン（1991年-1992年、プロデューサー）
- クレヨンしんちゃん（TV&劇場版／プロデューサー→チーフプロデューサー）（2008年7月辞任）
- ジャングルはいつもハレのちグゥ（TV&OVA／プロデューサー）※TVは途中まで
- ONE PIECE エピソードオブルフィ 〜ハンドアイランドの冒険〜（2012年、制作管理）
- LINE TOWN（2013年-2014年、アニメーションプロデューサー）
- デュエル・マスターズ VSR（2015年、アニメーションプロデューサー）
- ぐんまちゃん（2021年、アニメーションプロデューサー）

### 劇場映画
- ドラミちゃん アララ・少年山賊団!（1991年、プロデューサー）
- 河童のクゥと夏休み（2007年、プロデューサー）
- カラフル（2010年、制作プロデューサー）
- キズナ一撃（2011年、プロデューサー）

### Webアニメ
- 恐竜少女ガウ子（2019年、製作）